# 26ª Mostra internazionale d'arte cinematografica di Venezia
La 26ª edizione della Mostra internazionale d'arte cinematografica di Venezia si è svolta a Venezia, Italia, dal 24 agosto al 6 settembre del 1965, sotto la direzione di Luigi Chiarini.
Terzo Leone d'oro consecutivo per un film italiano, Vaghe stelle dell'Orsa di Luchino Visconti, mentre sono addirittura tre i Leoni d'argento assegnati: Intolleranza: Simon del deserto di Luis Buñuel; Ho vent'anni di Marlen Khutsiev (terzo Leone d'Argento consecutivo per un film sovietico) e Bravi piccoli uomini di Leif Krantz.
Dopo Jean Gabin, Coppa Volpi al miglior attore nel 1951 e nel 1954, l'attore giapponese Toshirō Mifune bissa il successo del 1961: sono ancora oggi gli unici attori ad aver ottenuto due volte il riconoscimento della Mostra veneziana.

Annie Girardot, Coppa Volpi alla migliore attrice 1965

## Giuria e premi
La giuria era così composta:
- Carlo Bo (presidente, Italia), Lewis Jacobs, Jay Leyda (Stati Uniti d'America), Nikolaj Lebedev (Unione Sovietica), Max Lippmann (Germania), Edgar Morin (Francia), Rune Waldekranz (Svezia).

I principali premi distribuiti furono:
- Leone d'oro: Vaghe stelle dell'Orsa... di Luchino Visconti
- Leone d'argento: Intolleranza: Simon del deserto (Simón del desierto) di Luis Buñuel; Ho vent'anni (Mne Dvadcat' let) di Marlen Chuciev; Bravi piccoli uomini (Modiga Mindre Män) di Leif Krantz (ex aequo)
- Coppa Volpi al miglior attore: Toshirō Mifune per Barbarossa (Akahige)
- Coppa Volpi alla miglior attrice: Annie Girardot per Tre camere a Manhattan (Trois chambres à Manhattan)

## Sezioni principali

### Film in concorso
- Barbarossa (Akahige), regia di Akira Kurosawa (Giappone)
- Gli amori di una bionda (Lásky jedné plavovlásky), regia di Miloš Forman (Cecoslovacchia)
- Good Times, Wonderful Times, regia di Lionel Rogosin (Stati Uniti d'America)
- Ho vent'anni (Mne dvadtsat let), regia di Marlen Chuciev (Unione Sovietica)
- Il bandito delle 11 (Pierrot le fou), regia di Jean-Luc Godard (Francia/Italia)
- Kapurush, regia di Satyajit Ray (India)
- Mickey One, regia di Arthur Penn (Stati Uniti d'America)
- Simon del deserto (Simón del desierto), regia di Luis Buñuel (Messico)
- Tre camere a Manhattan (Trois chambres à Manhattan), regia di Marcel Carné (Francia)
- Vaghe stelle dell'Orsa..., regia di Luchino Visconti (Italia)
- Vernost, regia di Pyotr Todorovskiy (Unione Sovietica)

### Film fuori concorso
- Sette uomini d'oro, regia di Marco Vicario (Italia)
- A Falecida, regia di Leon Hirszman (Brasile)
- E venne un uomo, regia di Ermanno Olmi (Italia)
- Fim, regia di Alain Schneider (Stati Uniti d'America)
- Gertrud, regia di Carl Theodor Dreyer (Danimarca)
- Giulietta degli spiriti, regia di Federico Fellini (Italia/Francia)
- Guerra e pace (Voyna i mir), regia di Sergej Bondarčuk (Unione Sovietica)
- Una vecchia signora indegna (La vieille dame indigne), regia di René Allio (Francia)